# Nargis Fakhri
Nargis Fakhri (New York, 20 oktober 1979) is een Indiase actrice en model. Ze speelt zowel in Bollywood- als Hollywood-films.

## Biografie
Fakhri werd in het New Yorkse stadsdeel Queens geboren. Haar vader Mohammed Fakhri was van Pakistaanse komaf en haar moeder Marie Fakhri is Tsjechisch. Ze heeft een jongere zus, Aliya. Fakhri's ouders scheidden toen ze zes was, en haar vader stierf een paar jaar later. Vanwege haar gemengde Pakistaans-Tsjechische afkomst en haar Amerikaanse nationaliteit omschrijft Fakhri zichzelf als een "wereldburger".

## Carrière
Fakhri maakte in 2011 haar intrede in de filmindustrie door deel te nemen aan de dramafilm Rockstar, waarvoor ze werd genomineerd voor de Filmfare Award voor beste vrouwelijke debuut. Vervolgens speelde ze een oorlogscorrespondent in de politieke thriller Madras Cafe (2013). Later speelde ze in de Main Tera Hero (2014), Spy (2015, haar eerste Hollywood-productie) en Housefull 3 (2016).

## Filmografie
- 2011: Rockstar
- 2013: Madras Cafe
- 2013: Phata Poster Nikhla Hero
- 2014: Main Tera Hero
- 2014: Kick
- 2015: Spy
- 2016: Saagasam
- 2016: Azhar
- 2016: Housefull 3
- 2016: Dishoom
- 2016: Banjo
- 2018: 5 Weddings
- 2019: Amavas
- 2020: Torbaaz
- 2023: Shiv Shastri Balboa
- 2025: Housefull 5

## Discografie
| Jaar | Titel                | Noot           | Ref.        |
| ---- | -------------------- | -------------- | ----------- |
| 2017 | "Habitaan Vigaad Di" | ft. Parichay   | [ 3 ] [ 4 ] |
| 2017 | "Woofer"             | ft. Snoop Dogg | [ 5 ] [ 6 ] |